# Пасто (Колумбия)
Пасто (исп. Pasto) — город в Колумбии. Административный центр департамента Нариньо. Основан испанцами в 1539 году в долине Атрис (исп. Atris), попадавшую в земли индейцев кильясингов. Открывателем считается Себастьян де Белалькасар.

## История города
Как сообщает историк Сьеса де Леон: «С избытком наделённый городок Пасто основал и населил капитан Лоренсо де Альдана (Lorenzo de Aldana), во имя Его Величества, при аделантадо доне Франсиско Писарро, его губернаторе и капитан-генерале всех этих провинций и королевств Перу, в году 1539 от Р. Х., и названный Лоренсо де Альдана [являлся] основным наместником самого дона Франсиско Писарро в Кито, Пасто, Попаяне, Тимана, Кали (город), Ансерма и Картаго. И управляя всем этим лично и при помощи им же назначенных наместников. По нынешним сведениям многих завоевателей тех городов, в то время, когда он там пребывал, наблюдался существенный прирост местных жителей и всегда наказывал он, чтобы со всеми хорошо обращались».
В долине, где испанцы разместили свой город, жили многочисленные индейцы. Тот же автор утверждает: «Далее от этого селения находится провинция Мастелей [de los Masteles], которая, возможно, имеет или имела более 4 тысяч индейцев-воинов. Около неё — провинция Абадес [de los Abades] и селения Исанкаля [Ysancal], и Пангана [Pangan], и Сакуанпуса [Zacuanpus] и то, что называют „Потоки воды“, и Пичилимбуй [Pichilimbuy]. А также — Туйлес [Tuyles], и Ангайан [Angayan], и Пагуаль [Pagual], и Чучальдо [Chuchaldo] и другие касики, и некоторые селения. Внутренний край, ближе к югу, согласно достоверному сведению, густонаселён, богат рудниками, и людьми до самого Южного моря. Также соседствуют с ними другие селения, с такими названиями: Аскаль, Мальяма, Тукуррес, Сапуис, Илес, Гуалматаль, Фунес, Чапаль, Малес, и Пиалес, Пупиалес, Турка, Кумба [Asqual, Mallama, Tucurres, Zapuys, Yles, Gualmatal, Funes, Chapal, Males y Piales, Pupiales, Turca, Cumba]. Все эти селения и касики были и есть под названием Пастос [Pastos]; и по ним получила имя долина Пасто: что значит „селение, созданное в краю пасто“… Об именах их наиболее знатных [лиц] скажу, как я для меня уже стало привычным, а называются они [так]: Мокондино и Бехендино, Буйсако, Гуахансангуа, Мокохондуке, Гуаканкер, Макахамата [Mocondino y Bejendino, Buizaco, Guajanzangua, y Mocojonduque, Guaquanquer, y Macajamata]. Восточнее — другая провинция, несколько крупнее, очень плодородная, под названием — Сибундой [Cibundoy]».

## Вулкан
Недалеко от города находится вулкан Галерас.